# Aldo Buzzi
Aldo Buzzi (Como, 10 agosto 1910 – Milano, 9 ottobre 2009) è stato uno scrittore, sceneggiatore, regista e architetto italiano.

## Biografia

### La formazione
Aldo Buzzi nasce a Como, in via Garovaglio, il 10 agosto 1910, primogenito di Paolo Buzzi, chimico originario di Sondrio, e Käthe ("Ketty") Müller, una pittrice tedesca naturalizzata italiana. Per seguire il padre nei suoi spostamenti di lavoro, la famiglia cambia domicilio numerose volte, dalla Lombardia al Piemonte alla Toscana.
Nel 1930 i Buzzi prendono casa a Milano, dove Aldo consegue la licenza liceale. Dopo il servizio militare, s'iscrive alla facoltà di Architettura del Politecnico milanese, laureandosi nel 1938. Durante gli anni dell'Università viene in contatto con personalità della letteratura e del design (Leonardo Sinisgalli, Bruno Munari) e stringe amicizia con due studenti che di lì a qualche anno avranno un certo peso nella cultura (non solo italiana) del dopoguerra: il milanese Alberto Lattuada (che con i fratelli Gianni e Luigi Comencini fonderà la Cineteca Italiana di Milano) e l'esule ebreo romeno Saul Steinberg (in seguito celeberrimo cartoonist). I rapporti con Sinisgalli e Lattuada conducono Buzzi dapprima verso la scrittura, collaborando a riviste come Corrente, Prospettive, Il Selvaggio e Domus; e successivamente al cinema.

### Il cinema
(Aldo Buzzi)
Abbandonata quasi subito la professione di architetto ("Ho lasciato l'architettura perché non mi andava di dover scendere a patti con i capricci dei clienti", confesserà a Paolo Mereghetti in un'intervista del 1998), sceneggia insieme a Lattuada l'esordio di questi nel lungometraggio, Giacomo l'idealista (1942). Oltre a inaugurare una collaborazione destinata a protrarsi fino a La Steppa (1961), l'esperienza sul set ispira a Buzzi il primo libro: il Taccuino dell'Aiuto-regista, edito da Hoepli nel 1944, con l'impaginazione di Bruno Munari.
A partire dagli anni cinquanta, Buzzi, che nel frattempo si è legato sentimentalmente alla sorella di Alberto, la direttrice di produzione Bianca (1912-2005), si trasferisce a Roma per proseguire il lavoro nel cinema. Fra gli altri, collabora con l'esordiente Luigi Comencini (Proibito rubare, 1948), con Luigi Zampa (Cuori senza frontiere, 1950), Claudio Gora (Febbre di vivere, 1951) e, benché non accreditato, con Federico Fellini. Insieme a Federico Patellani, nel 1956 scrive, dirige e monta il suo unico lungometraggio: America pagana, uno sfortunato esperimento di docu-fiction sull'America centro-meridionale.

### L'esperienza editoriale e la letteratura
(Paolo Mauri, in occasione dell'uscita de La lattuga di Boston)
Nel corso degli anni sessanta Buzzi dirada le proprie collaborazioni cinematografiche, dedicandosi con sempre maggior frequenza alla scrittura: importante, in questi anni, la collaborazione con la rivista il Caffè. Trasferitosi nuovamente a Milano, Buzzi viene assunto presso la casa editrice Rizzoli, dove rimane dal 1966 al 1976. Riprende nel frattempo a pubblicare libri, grazie a Vanni Scheiwiller e alla casa editrice All'insegna del Pesce d'Oro: nel 1972 vede la luce Quando la pantera rugge. Memorie interrotte dall'indignazione e nel 1974 il Piccolo diario americano. Entrambi i libri sono impreziositi dai disegni dell'amico Saul Steinberg, che collaborerà con Buzzi anche nel successivo L'uovo alla kok (1979). Pubblicato da Adelphi, il libro può godere di un'adeguata diffusione, ottenendo, fin dal suo primo apparire, un buon successo fra lettori e critici.
I successivi libri di Buzzi saranno tuttavia pubblicati ancora da Scheiwiller: Andata & ritorno (1984), Viaggio in terra delle mosche e altri viaggi (1987), Cechov a Sondrio. Appunti sulla Russia (1991). Negli anni novanta, Buzzi li rivede e ripubblica per la collana mondadoriana Passepartout: nel corso del biennio 1994-95 escono Cechov a Sondrio & altri viaggi, la cui traduzione inglese viene inserita fra i "libri notevoli dell'anno" 1996 dalla New York Review of Books, e il miscellaneo Stecchini da denti.

### Gli ultimi anni
(Aldo Buzzi, Parliamo d'altro)
Nel 2000, l'Associazione Culturale Premio Elsa Morante gli assegna un premio speciale alla carriera. Nello stesso anno, la casa editrice Ponte alle Grazie "resuscita" alcuni dei suoi libri (Cechov a Sondrio, Stecchini da denti), ormai difficilmente reperibili in libreria. Per lo stesso editore, Buzzi appronterà in seguito un nuovo volumetto di inediti, La lattuga di Boston. Diario di un attimo (2000), l'antologia Un debole per quasi tutto (2006) e l'ultimo Parliamo d'altro (2006).
Parallelamente, Buzzi cura per Adelphi Riflessi e ombre (2001), il memoir postumo dell'amico Steinberg (scomparso nel 1999) e una scelta del fittissimo scambio epistolare (Lettere a Aldo Buzzi 1945-1999, 2002). La sua nuova versione dell'Uovo alla kok, ancora pubblicata da Adelphi, gli vale nel 2002 il Premio di narrativa Arturo Loria. Nel 2007, su iniziativa di Paolo Mereghetti e della Fondazione Cineteca Italiana, Ponte alle Grazie ripubblica l'ormai introvabile Taccuino dell'aiuto-regista, riproducendo fedelmente l'originaria impostazione grafica di Bruno Munari della prima edizione.
Aldo Buzzi muore a Milano la mattina del 9 ottobre 2009 all'età di 99 anni, a causa di un'emorragia cerebrale.

## Opere
- Taccuino dell'aiuto-regista (Hoepli, 1944; seconda edizione: Ponte alle Grazie, 2007)
- Quando la pantera rugge. Memorie interrotte dall'indignazione (All'insegna del Pesce d'Oro, 1972)
- Segui la pista... (Einaudi, 1973)
- Piccolo diario americano (All'insegna del Pesce d'Oro, 1974)
- L'uovo alla kok (Adelphi, 1979; nuova ed. accresciuta, 2002)
- Andata & ritorno (All'insegna del Pesce d'Oro, 1984)
- Viaggio in Terra delle mosche e altri viaggi (Scheiwiller, 1987)
- Cechov a Sondrio. Appunti sulla Russia (Scheiwiller, 1991)
- Cechov a Sondrio e altri viaggi (Mondadori, 1994; seconda edizione: Ponte alle Grazie, 2000)
- Stecchini da denti. Appunti di vita, di gastronomia, di viaggio (Mondadori, 1995; seconda edizione: Ponte alle Grazie, 2001)
- La lattuga di Boston. Diario di un attimo (Ponte alle Grazie, 2000)
- Riflessi e ombre, con Saul Steinberg (Adelphi, 2001)
- Saul Steinberg, Lettere a Aldo Buzzi 1945-1999, a cura del destinatario (Adelphi, 2002)
- Un debole per quasi tutto (Ponte alle Grazie, 2006)
- Parliamo d'altro (Ponte alle Grazie, 2006)
- Tutte le opere (La nave di Teseo, 2020), a cura di Gabriele Gimmelli. Include: Taccuino dell'aiuto-regista, Piccolo diario americano, Cechov a Sondrio e altri viaggi, L'uovo alla kok nell'edizione del 2002, Un debole per quasi tutto, una versione inedita di Parliamo d'altro e una scelta di scritti apparsi su rivista fra il 1938 e il 1974.

## Filmografia
Collaborazioni:
- Giacomo l'idealista, regia di Alberto Lattuada (1942): sceneggiatore
- Il bandito, regia di Alberto Lattuada (1946): aiuto regista
- Il mulino del Po, regia di Alberto Lattuada (1949): scenografo e aiuto regista
- Proibito rubare, regia di Luigi Comencini (1948): sceneggiatore e collaboratore alla regia
- Cuori senza frontiere, regia di Luigi Zampa (1950): scenografo e arredatore
- Luci del varietà, regia di Alberto Lattuada e Federico Fellini (1950): scenografo e costumista
- Febbre di vivere, regia di Claudio Gora (1950): aiuto regista
- Il cappotto, regia di Alberto Lattuada (1952): aiuto regista
- L'amore in città (1952) - episodi L'amore che si paga (Carlo Lizzani), Tentato suicidio (Michelangelo Antonioni), Gli Italiani si voltano (Alberto Lattuada), Paradiso per quattro ore (Dino Risi): soggettista e sceneggiatore; episodio L'amore che si paga: aiuto regista
- La lupa, regia di Alberto Lattuada (1953): aiuto regista
- La spiaggia, regia di Alberto Lattuada (1953): aiuto regista
- Scuola elementare, regia di Alberto Lattuada (1954): aiuto regista
- La tempesta, regia di Alberto Lattuada (1958): collaborazione alla regia
- L'imprevisto, regia di Alberto Lattuada (1960): sceneggiatore e collaboratore artistico
- Lettere di una novizia, regia di Alberto Lattuada (1960): collaborazione alla regia
- Dolci inganni, regia di Alberto Lattuada (1960): aiuto regista
- La steppa, regia di Alberto Lattuada (1961): collaboratore artistico

Regie:
America Pagana (1955), con Federico Patellani